# Ambeodontus retiferus
Ambeodontus retiferus är en skalbaggsart som beskrevs av Lacordaire 1869. Ambeodontus retiferus ingår i släktet Ambeodontus och familjen långhorningar. Inga underarter finns listade i Catalogue of Life.